# Evelyn Kaufer
Evelyn Kaufer   (Sohland an der Spree, 22 de febrer de 1953) és una atleta alemanya, ja retirada, especialista en curses de velocitat, que va competir durant la dècada de 1970 sota bandera de la República Democràtica Alemanya.
El 1972 va prendre part en els Jocs Olímpics d'Estiu de Múnic on va disputar dues proves del programa d'atletisme. Formant equip amb Christina Heinich, Barbel Struppert i Renate Stecher va guanyar la medalla de plata en la prova del 4x100 metres, mentre en els 100 metres quedà eliminada en sèries.
En el seu palmarès també destaca el campionat nacional dels 100 metres de 1972.

## Millors marques
- 100 metres. 11,2" (1972)[1][3]